# German Angst
German Angst és una pel·lícula de terror independent alemanya del 2015. La pel·lícula d'episodis conté les tres històries: Final Girl (director i guió: Jörg Buttgereit), Make a Wish (director: Michal Kosakowski, guió Goran Mimica) i Alraune (director: Andreas Marschall).

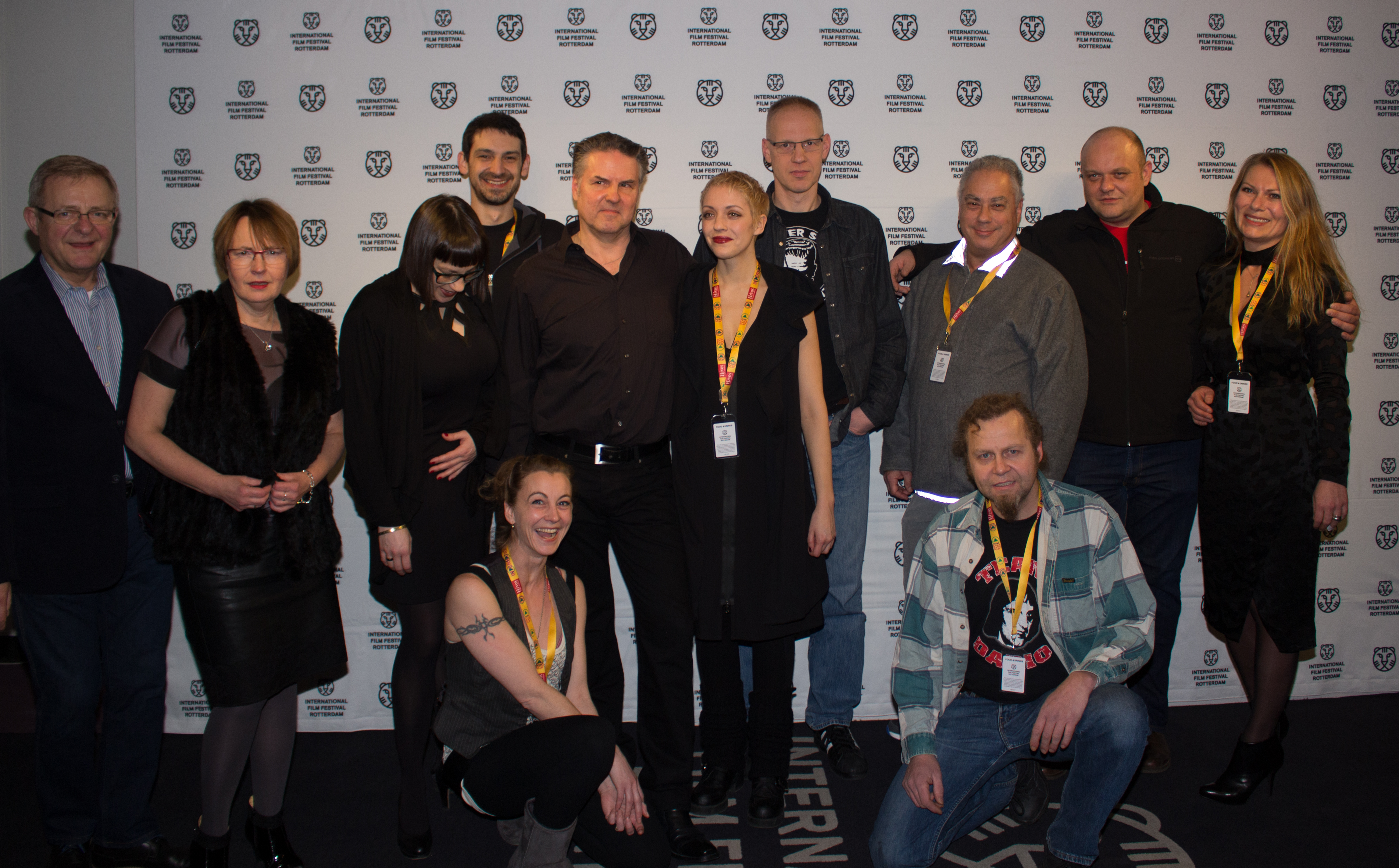
Estrena de la pel·lícula al Festival Internacional de Cinema de Rotterdam

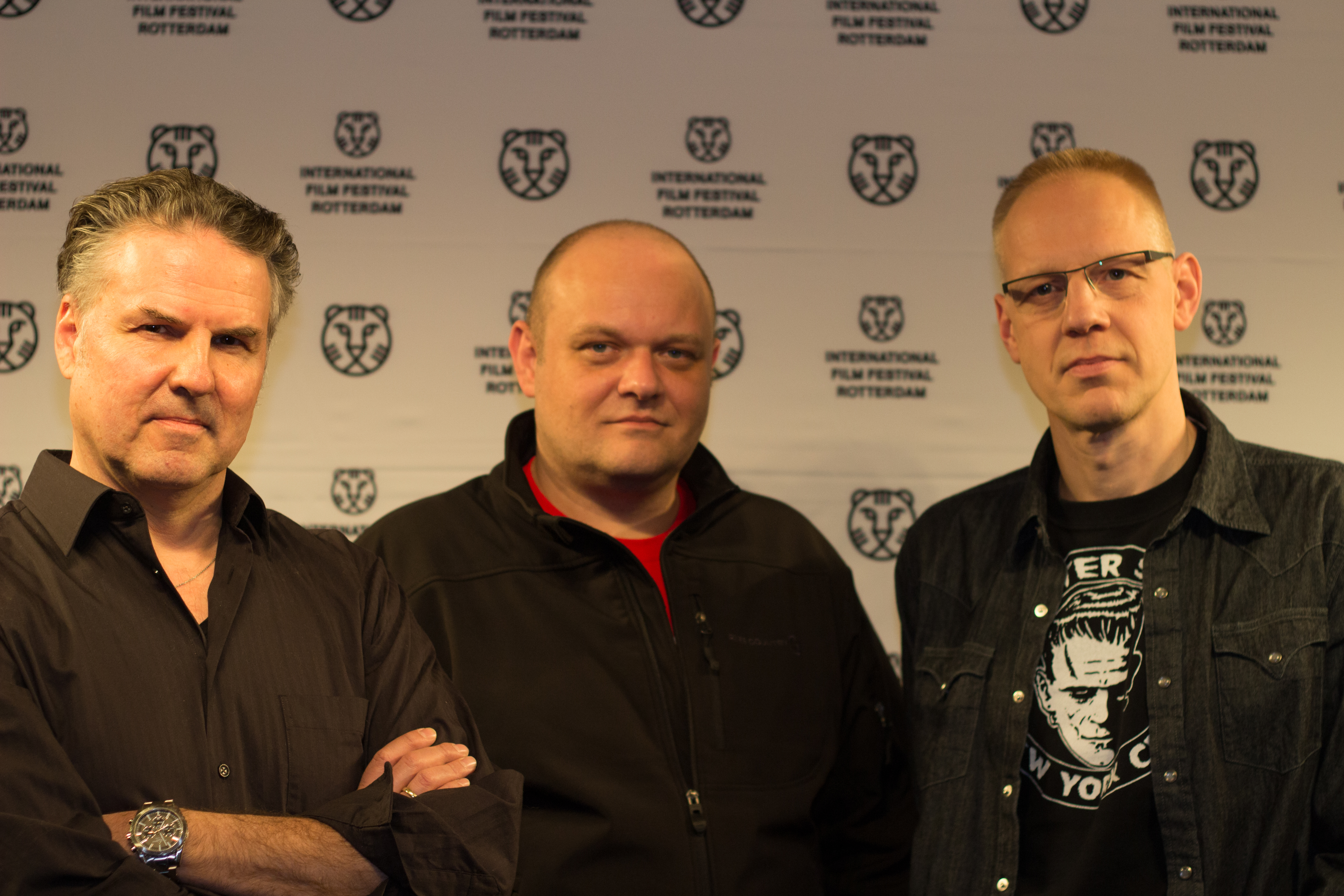
Andreas Marschall, Michal Kosakowski i Jörg Buttgereit; directors

## Sinopsi

### Final Girl
La primera història té lloc en un apartament abandonat a Berlín. La protagonista sense nom, una noia, acaricia un conillet d'índies i explica el seu comportament i que als animals no els agrada gens que els acaricien. Després pren unes tisores de pollastre de la cuina i va a l'habitació del seu pare, que està lligat al llit. Mentre reflexiona sobre la castració del seu conillet d'índies, talla el penis del seu pare amb unes tisores d'aviram. Aleshores fa la maleta. Abans de sortir de l'apartament, talla el seu pare amb un ganivet elèctric. Quan abandona l'apartament, es veu el pare il·lès mirant-la.

### Make a Wish
La parella sorda i muda Jacek i Kasia camina per un lloc industrial abandonat. En llengua de signes, Jacek explica un incident de la Segona Guerra Mundial. Quan el poble de la seva àvia és assaltat i destruït per les tropes de les SS, diu que la seva àvia també va ser assassinada. Tanmateix, amb l'ajuda d'un amulet, sembla que aconsegueix intercanviar l'ànima de l'oficial de les SS Wolf per la del seu pare. Primer, «Wolf» mata el seu pare, però després també tots els altres homes de les SS.
Jacek està a punt d'explicar la història quan apareixen skinheads nazis al voltant del líder Jens i el britànic Darren. Comencen a torturar la parella i ferir greument Kasia. Amb l'última de les seves forces, treu l'amulet i, aparentment, pot utilitzar-lo per enviar Jacek al cos de Jens i viceversa. «Jens» primer ha de trobar el seu camí amb el seu nou idioma, mentre que «Jacek» intenta desesperadament convèncer els seus companys que ell és realment Jens. Ara comença el martiri de «Jacek». És torturat i ha patit nombroses ferides. Aleshores és tancat en un traster. Quan la Kasia li pregunta a «Jens» en llengua de signes què fa i li diu que té una opció, respon en llenguatge de signes que no en té. La pel·lícula torna a la història anterior: l'home de les SS Wolf mata el pare de l'àvia de Kasia, i els homes de les SS, encara vius, deixen enrere la noia commocionada. Jacek es burla per darrera vegada, es ruixa amb gasolina i es crema. Els skinheads deixen Kasia morint. Un d'ells torna poc després i roba l'amulet.

### Alraune
El reeixit fotògraf d'escena Eden acaba una relació fallida amb la gelosa Maya. Vaga per dubtoses sales de xat a la recerca de distracció i allà es troba amb «Blancaneus». Ambdós es troben en un club d'escena. Al club, però, l'Eden coneix la Kira, de qui s'enamora a l'instant. Els dos ballen i consumeixen drogues. Quan l'Eden intenta satisfer-la oralment al lavabo, la Kira salta i surt del club. Segueix la seva estimada a una vil·la de Berlín. Demana entrar-hi, però un senyor gran li va informar que és un club privat. Per fer-se en membre, Eden ha d'obeir incondicionalment a l'amfitrió. La pertinença no és reversible. Després d'un moment de vacil·lació, l'Eden accepta i s'afilia al club. Li donen un collar que fa de carnet del club i se li diu que els membres del club rebran una poció a base de mandràgora augmentaria el desig sexual. Eden és encadenat a una taula amb els ulls embenats. Després de donar-li la poció, té una experiència d'excitació sexual.
L'endemà al matí ja és addicte. Continua tornant al club, però un dia la Kira ja no hi és. Ell intenta enfrontar-se a ella i ella li dona la propina perquè es tregui la bena en secret. Ho fa a la seva propera reunió, i un monstre es grata l'estómac. Aleshores torna a cercar la Kira, que està asseguda a la banyera després d'haver intentat suïcidar-se amb pastilles. Quan Eden intenta salvar-la, es mata amb trossos de vidre trencats. Poc temps després, la Maya torna a trucar a la seva porta i els dos es reconcilien. Però l'Eden encara és addicte a la mandràgora. Maya agafa la cadena i s'ofereix a Eden. Dormen junts, però l'Eden té un mal flashback. Quan es desperta l'endemà al matí, s'adona que ha estrangulat la Maya.

## Repartiment
- Axel Holst: Vater
- Andreas Pape: Jens
- Matthan Harris: Jacek
- Annika Strauss: Kasia
- Denis Lyons: Darren
- Martina Schöne-Radunski: Hilda
- Daniel Faust: Gottfried
- Milton Welsh: Erzähler/Eden
- Kristina Kostiv: Kira
- Désirée Giorgetti: Maya
- Rüdiger Kuhlbrodt: Petrus
- Ludo Vici: Kanter
- Magdalena Ritter: Maggie
- Katja Bienert: Cleo
- Andreas Klinger: Voyeur

## Producció
German Angst es remunta a una idea d'Andreas Marschall, a qui li van preguntar sobre el parador de Jörg Buttgereit en diversos festivals. En el context de noves antologies de terror com The ABCs of Death, va tenir la idea de fer una pel·lícula d'aquest tipus amb participació purament alemanya. Buttgereit va acceptar i una mica més tard va conèixer Michal Kosakowski mentre rodava Zero Killed a Transsilvània. Així que el tercer director va entrar a bord. La realització de la pel·lícula, que va ser finançada en part per Kickstarter.com, va trigar gairebé dos anys.
El títol de la pel·lícula reinterpreta l'eslògan polític de la por alemanya. La pel·lícula ha de contenir el mínim de tòpics possible. Els cineastes van intentar situar la pel·lícula en la tradició del cinema de gènere alemany dels anys 20 i 30 i recordar les obres radicals i expressionistes de Robert Wiene, Fritz Lang i Friedrich Wilhelm Murnau. L'episodi de Marschall en particular ret homenatge a l'escriptor Hanns Heinz Ewers i la seva novel·la Alraune. Die Geschichte eines lebenden Wesens.
Els directors es van donar llibertat mútuament per realitzar els seus projectes. El tríptic es basa en notícies reals de l'època. La ciutat de Berlín és l'únic enllaç entre els episodis independents de la pel·lícula. Mentre que l'episodi de Buttgereit funciona com una obra de cambra en un petit apartament i es va implementar amb un pressupost molt baix, l'acció de l'episodi de Kosakowski té lloc en una fàbrica de carn en desús a Berlín-Lichtenberg. L'ambient i l'equipament de l'episodi Alraune, que es va posar en escena de manera més elaborada, recorden el Berlín dels anys de canvi, amb els clubs il·legals de l'escena techno dels anys 1990 com el Tresor o el Reichsbahnbunker Friedrichstraße.
Els cineastes es van recolzar mútuament. Van treballar amb el mateix equip i van filmar imatges amb la càmera Super-8 per a la funció d'entre bastidors. També estan representats en alguns episodis amb aparicions de cameo.

## Estrena
La pel·lícula es va estrenar el 24 de gener de 2015 al Festival Internacional de Cinema de Rotterdam. La pel·lícula es va projectar en un petit cinema, i el públic va reaccionar molt irritat. Un visitant va voler atacar el director Michal Kosakowski durant la projecció del seu episodi.A Alemanya, la pel·lícula es va presentar per primera vegada el 14 de març de 2015 com a part de les nits del Fantasy Filmfest i el 4 d'abril de 2015 a la Splatterday Night Fever de Saarbrücken, organitzada per Yazid Benfeghoul. Van seguir projeccions posteriors al festival, com ara el Festival Internacional de Cinema Fantàstic de Brussel·les i el Festival de Cinema de Sydney.
El 15 de maig de 2015 es van publicar el DVD i el Blu-ray amb el segell Pierrot le Fou. Malgrat la violència de vegades molt explícita, el film es va estrenar després d'un procediment de nomenament per l'autorregulació voluntària de la indústria cinematogràfica sense retallades amb una qualificació de no juvenil.

## Recepció
La pel·lícula va rebre majoritàriament elogis de la crítica. La revista de cinema alemanya Deadline la va elogiar com «un refrescament expectat i nova estrena de la pantalla diabòlica». Philipp Bühler del Berliner Zeitung elogia la pel·lícula com un «tríptic de terror formidable». La revista de cinema de terror Virus parla d'una «fita de terror no només extraordinària, sinó també incòmoda". La revista de ciència-ficció Geek, d'altra banda, va descriure la pel·lícula de gènere com a «parcialment reeixida» i va destacar especialment l'episodi de la mandràgora, mentre que els altres dos episodis són «poc apassionants".